# Homo sovieticus

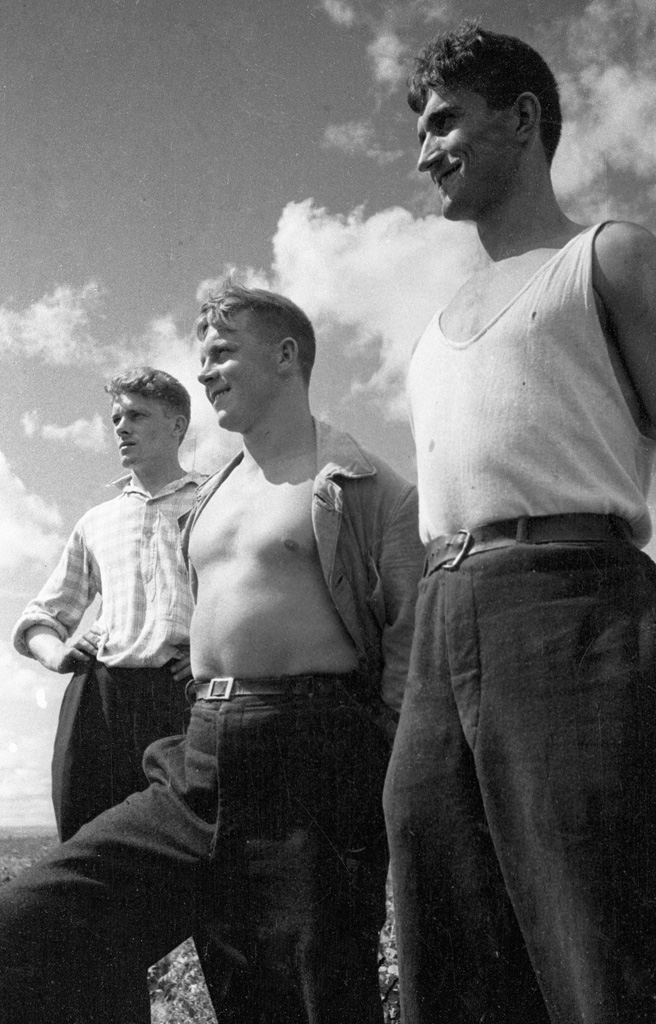
Photo prise en 1934, conforme à l'idéal soviétique des jeunes communistes pionniers qui fondèrent Komsomolsk-sur-l'Amour.

 (mars 2013).
Si vous disposez d'ouvrages ou d'articles de référence ou si vous connaissez des sites web de qualité traitant du thème abordé ici, merci de compléter l'article en donnant les références utiles à sa vérifiabilité et en les liant à la section « Notes et références ».
L'Homo sovieticus (latinisation pour « Homme soviétique ») désignait l’objectif éducatif du Parti communiste de l'Union soviétique, du réalisme socialiste, du mouvement des pionniers et du komsomol, à savoir créer par le recadrage idéologique un homme nouveau (en) libéré des aliénations, superstitions, préjugés, scrupules bourgeois et autres « déchets idéologiques du passé bons pour les poubelles de l'histoire » dans la perspective communiste,. Que cette expression provienne d’un motto de la propagande officielle, ou bien de la dissidence et des samizdats, les habitants de l'Union soviétique lui ont de toute manière conféré une connotation sarcastique pour évoquer les paradigmes et les paradoxes de la société soviétique.

## Caractéristiques de l'Homo sovieticus
Le terme fut popularisé au début des années 1980 par un ouvrage de l'écrivain et sociologue soviétique Alexandre Zinoviev, mais il avait été employé auparavant, par exemple par l'écrivain dissident yougoslave Mihajlo Mihajlov dès 1965. Un terme équivalent en argot russe est savok (совок), dérivé de soviétique et signifiant à peu près « pauvre soviet ringard ».
L'idée que le système soviétique allait créer un homme nouveau (en), meilleur, fut avancée par ses partisans qui parlèrent d'« homme nouveau soviétique » (новый советский человек, novy sovietski tchelovek). En revanche, Homo sovieticus est un terme connoté négativement, inventé par les opposants du système pour décrire ce qu'ils considéraient comme le résultat du système soviétique. À bien des égards, ce terme signifie le contraire d'« homme nouveau soviétique ». L'Homo sovieticus présentait en effet les caractéristiques suivantes :
- Indifférence envers les résultats de son travail et absence d'esprit d'initiative, résumées par la formule « Ils font semblant de nous payer, alors nous faisons semblant de travailler ».
- Indifférence envers le bien commun et petits larcins sur le lieu de travail, tant pour un usage personnel que pour réaliser un profit. Un vers d'une chanson populaire était ainsi employé ironiquement pour désigner les petits vols : « Tout appartient au kolkhoze, tout m'appartient » (en russe : все теперь колхозное, все теперь мое), ce qui signifiait que les membres des kolkhozes chérissaient la propriété collective comme la leur. Une loi de 1932 rendant passible de dix ans d'emprisonnement le vol des biens collectifs montre l'étendue de ces comportements[6].
- Relatif isolement de la population soviétique par rapport à la culture mondiale, réalisé par la limitation des voyages à l'étranger, une stricte censure de l'information dans les médias et une propagande omniprésente. L'objectif était d'isoler le peuple soviétique de toute influence occidentale. Le résultat fut de rendre la culture occidentale « exotique » et attirante, car interdite (avant les années 1960) ou filtrée. Les autorités soviétiques qualifiaient cette fascination d'« idolâtrie de l'Occident » (идолопоклонничество перед Западом, idalapaklonnitchestva pered Zapadom).
- Obéissance ou acceptation passive de tout ce que le gouvernement impose.
- Fuite devant toute responsabilité individuelle.

Après la dislocation de l'Union soviétique, de nombreux problèmes économiques et sociaux de la Russie furent imputés à l'Homo sovieticus, parce que la structure sociologique de cette société n'est pas celle de la société capitaliste basée sur l'économie ou plutôt sur les moyens de production ou sphère professionnelle pour reprendre Alexandre Zinoviev. Elle est d'une tout autre nature. Selon Alexandre Zinoviev, la base sociologique des sociétés communistes est de type communautariste. Ces bases préexistaient déjà sous une certaine forme dans la société tsariste par exemple un État fort, la religion/idéologie dominante et une collectivisation des terres. La mise en place d'un système de type capitaliste sous Boris Eltsine par des mesures libérales (privatisation, suppression de la gratuité de la santé, libéralisation de l'économie — dans l'ex-URSS libéralisation de l'économie noire de la mafia —, etc., selon le modèle économique de Milton Friedman) conduisit à l'affaiblissement de la sphère sociologique naturelle de la société.

## La fin de l'Homo sovieticus
En 2013, la journaliste biélorusse Svetlana Aleksievitch a consacré un essai à la disparition inexorable de l'Homo sovieticus intitulé La Fin de l'homme rouge ou le temps du désenchantement, dans lequel elle rend compte du désarroi des ex-Soviétiques et de la nostalgie pour leur patrie perdue. L'ouvrage a été récompensé par de nombreux prix.

« Le communisme avait un projet insensé : transformer l'homme “ancien”, le vieil Adam. Et cela a marché... C'est peut-être la seule chose qui ait marché. En soixante-dix ans et quelques, on a créé dans le laboratoire du marxisme-léninisme un type d'homme particulier, l’Homo sovieticus. Les uns le considèrent comme un héros tragique, d'autres le traitent de sovok, de pauvre Soviet ringard. Il me semble que je connais cet homme, je le connais même très bien, nous avons vécu côte à côte pendant de longues années. Lui, c'est moi. Ce sont les gens que je fréquente, mes amis, mes parents. »

— Svetlana Aleksievitch, La Fin de l'homme rouge ou le temps du désenchantement, p. 17.

## Source
- (en) Cet article est partiellement ou en totalité issu de l’article de Wikipédia en anglais intitulé « Homo Sovieticus » (voir la liste des auteurs).